# トン型掃海艇
トン型掃海艇（英語: Ton class minesweeper）は、イギリス海軍が運用していた掃海艇・機雷掃討艇の艦級。

## 来歴
第2次大戦まで、機雷とはすなわち触発式の係維機雷であり、これに対する掃海艇は、艦隊の前路掃海を主任務として比較的高速・重装備の鋼製の艇が主流であった。しかし大戦後期に磁気・音響による感応機雷が出現し、続く朝鮮戦争での対機雷戦の経験は、沈底式感応機雷の脅威を関係各国に認識させることとなった。これに対応して、まず触雷を避けるため、1950年代以降、掃海艇の建材は非磁性化が求められるようになった。また特に感応機雷発火装置の高知能化・目標追尾機雷の出現は、従来の曳航式後方掃海における触雷のリスク・掃海の不確実さを増大させることになり、爆発物処理の手法により機雷を一個一個確実に無力化していくという、機雷掃討に注目が集まった。
イギリス海軍では、1947年よりバースにおいて、次世代掃海艇の検討チームを設置して研究開発に着手していた。1949年には2つの設計案が俎上に乗ったが、これらにはそれぞれ、掃海型と機雷掃討型の2つのバリエーションがあった。計画は財政上の困難に直面したが、朝鮮戦争に伴い、1950年9月には計画が具体化した。これによって建造されたのが本級である。
ただし、1950年代初頭の時点では、アメリカのAN/UQS-1など最初期の機雷探知機しか実用化されておらず、100キロヘルツ級のこれらソナーでは、「機雷らしい目標」を探知することはできても、それが実際に機雷であるかを類別するには至らなかったため、機雷掃討に用いるには実用的ではなかった。このことから、機雷掃討型の計画は1952年6月には棚上げされ、1953年3月にはキャンセルされた。

## 設計
本級は、同時期に整備されていたハム型内水掃海艇と同様、アルミニウム合金製の骨材と木製の外板によるアル骨木皮構造を採用している。
主機関としては、当初はミラレル・ディーゼルが搭載されたが、後にはネイピア・デルティック18 2ストローク18気筒高速ディーゼルエンジンに変更され、またその9気筒版であるデルティック9も掃海発電機として搭載されている。機雷掃討型においては、舵は電動機を備えたアクティブラダーとされている。

## 装備
上記の経緯により、本級は当初、掃海単能艇として建造された。しかしその後、プレッシー社は、機雷探知用の100キロヘルツに加えて機雷類別用の300キロヘルツに対応した二周波数ソナーであるASDIC 193型を開発した。これは初めて機雷類別能力を備えた画期的な機種で、従来の機雷掃海に加えて、機雷掃討という新しい運用概念を具現化する原動力となった。本級においては、1964年に「キルクリストン」が搭載改修を受けたのを皮切りに、計16隻がASDIC 193型を搭載して、機雷掃討型として改修された。このうち、1971年に改修を受けた「アイヴァートン」は、改良型の193M型を搭載している。また対水上レーダーとしては、Xバンドの1006型が搭載されている。
係維掃海具としては、従来用いられてきたオロペサMk.2を発展させたWS-3（Wire Sweep Mk.3）が搭載された。また感応掃海具としてはCTAS-1（Combined Towed Acoustic Sweep Mk.1）が搭載されており、掃海電纜としては、当初はLL Mk.3（掃海速力7ノット）が、後にはML Mk.4-1（掃海速力10ノット）が搭載されていた。ただし機雷掃討型においてはMLへの更新は行われず、撤去された。
なお、本級においては、機雷処分は基本的に水中処分員に依存しており、後の掃海艇のような前駆式の機雷処分具は搭載していない。朝鮮戦争当時にアメリカ海軍が機雷掃討を試みた際には、水中処分員が機雷を類別したのち、爆薬を仕掛けて直接処分するという極めて危険な手法が採用されていたが、本級においては、機雷を機雷探知機により探知したのち、水中処分員がゴムボートで進出し、処分用爆雷を投入して処分するという手法がとられていた。ただしこの手法でも、非磁性のゴムボートを使うとはいえ、機雷の直上に人員を進出させる必要があり、危険は大きかった。

## 配備
本級は119隻が建造され、イギリス海軍の対機雷戦戦力の中核を形成するとともに、新造艇・退役艇を含めてイギリス連邦を中心に各国に売却・供与されて、西側諸国の主力掃海艇の一つとなった。
また1972年には、本級の設計を元に、世界初の繊維強化プラスチック製掃海艇として「ウィルトン」が進水している。

### 運用国一覧
- イギリス海軍
- アルゼンチン海軍
- オーストラリア海軍
- ガーナ海軍
- インド海軍
- アイルランド海軍
- マレーシア海軍
- ニュージーランド海軍
- 南アフリカ海軍